# Біле (Мазовецьке воєводство)
Біле (пол. Białe) — село в Польщі, у гміні Гостинін Ґостинінського повіту Мазовецького воєводства.
Населення — 178 осіб (2011).
У 1975-1998 роках село належало до Плоцького воєводства.

## Демографія
Демографічна структура станом на 31 березня 2011 року:
|          | Загалом | Допрацездатний вік | Працездатний вік | Постпрацездатний вік |
| -------- | ------- | ------------------ | ---------------- | -------------------- |
| Чоловіки | 90      | 18                 | 58               | 14                   |
| Жінки    | 88      | 18                 | 53               | 17                   |
| Разом    | 178     | 36                 | 111              | 31                   |